# Xyloryctidae
Xyloryctidae zijn een familie van vlinders in de superfamilie Gelechioidea.

## Taxonomie
De volgende geslachten worden bij de familie ingedeeld:
- Acompsogma Meyrick, 1938
- Amorbaea Meyrick, 1908
- Anachastis Meyrick, 1911
- Anoditica Meyrick, 1938
- Anoecea Diakonoff, 1951
- Antisclerota Meyrick, 1938
- Araeostoma Turner, 1917
- Arignota Turner, 1898
- Arsirrhyncha Meyrick, 1938
- Athrypsiastis Meyrick, 1910
- Bassarodes Meyrick, 1910
- Bathydoxa Turner, 1935
- Bida Walker, 1864
- Boydia Newman, 1856
- Brachybelistis Turner, 1902
- Caenorycta Meyrick, 1922
- Callicopris Meyrick, 1938
- Capnolocha Meyrick, 1925
- Catanomistis Meyrick, 1933
- Catoryctis Meyrick, 1890
- Chalarotona Meyrick, 1890
- Chereuta Meyrick, 1906
- Chironeura Diakonoff, 1954
- Cilicitis Meyrick, 1938
- Cladophantis Meyrick, 1918
- Clepsigenes Meyrick, 1930
- Clerarcha Meyrick, 1890
- Comocritis Meyrick, 1894
- Compsotorna Meyrick, 1890
- Copidoris Meyrick, 1907
- Crypsicharis Meyrick, 1890
- Cryptophasa Lewin, 1805
- Cyanocrates Meyrick, 1925
- Cyphoryctis Meyrick, 1934
- Donacostola Meyrick, 1931
- Echiomima Meyrick, 1915
- Epichostis Meyrick, 1906
- Epidiopteryx Rebel in Rebel & Zerny, 1916
- Eporycta Meyrick, 1908
- Eschatura Meyrick, 1897
- Eumenodora Meyrick, 1906
- Eupetochira Meyrick, 1917
- Exacristis Meyrick, 1921
- Exoditis Meyrick, 1933
- Gemorodes Meyrick, 1925
- Ghuryx Viette, 1956
- Glycynympha Meyrick, 1925
- Gomphoscopa Lower, 1901
- Gonioma Turner, 1898
- Hermogenes Zeller, 1867
- Heterochyta Meyrick, 1906
- Hylypnes Turner, 1897
- Hyperoptica Meyrick in Caradja & Meyrick, 1934
- Idiomictis Meyrick, 1935
- Illidgea Turner, 1898
- Iulactis Meyrick, 1918
- Leistarcha Meyrick, 1883
- Leptobelistis Turner, 1902
- Lichenaula Meyrick, 1890
- Linoclostis Meyrick, 1908
- Liparistis Meyrick, 1915
- Lophobela Turner, 1917
- Malacognostis Meyrick, 1926
- Maroga Walker, 1864
- Metantithyra Viette, 1957
- Metathrinca Meyrick, 1908
- Microphidias Meyrick, 1937
- Mnarolitia Viette, 1954
- Mystacernis Meyrick, 1915
- Neospastis Meyrick, 1917
- Niphorycta Meyrick, 1938
- Opisina Walker, 1864
- Pansepta Meyrick, 1915
- Pantelamprus Christoph, 1882
- Paraclada Meyrick, 1911
- Paralecta Turner, 1898
- Perixestis Meyrick, 1917
- Philarista Meyrick, 1917
- Phracyps Viette, 1952
- Phthonerodes Meyrick, 1890
- Pilostibes Meyrick, 1890
- Plectophila Meyrick, 1890
- Potniarcha Meyrick, 1917
- Prothamnodes Meyrick, 1923
- Psarolitia Viette, 1956
- Pseudoprocometis Viette, 1952
- Sphalerostola Meyrick, 1927
- Stachyneura Diakonoff, 1948
- Symphorostola Meyrick, 1927
- Synchalara Meyrick, 1917
- Telecrates Meyrick, 1890
- Thymiatris Meyrick, 1907
- Thysiarcha Meyrick, 1925
- Thyrocopa Meyrick, 1883
- Trypherantis Meyrick, 1907
- Tymbophora Meyrick, 1890
- Uzucha Walker, 1864
- Xerocrates Meyrick, 1917
- Xylodryadella T. B. Fletcher, 1940
- Xylomimetes Turner, 1916
- Xylorycta Meyrick, 1890
- Zaphanaula Meyrick, 1920
- Zauclophora Turner, 1900